# 半自動式拳銃

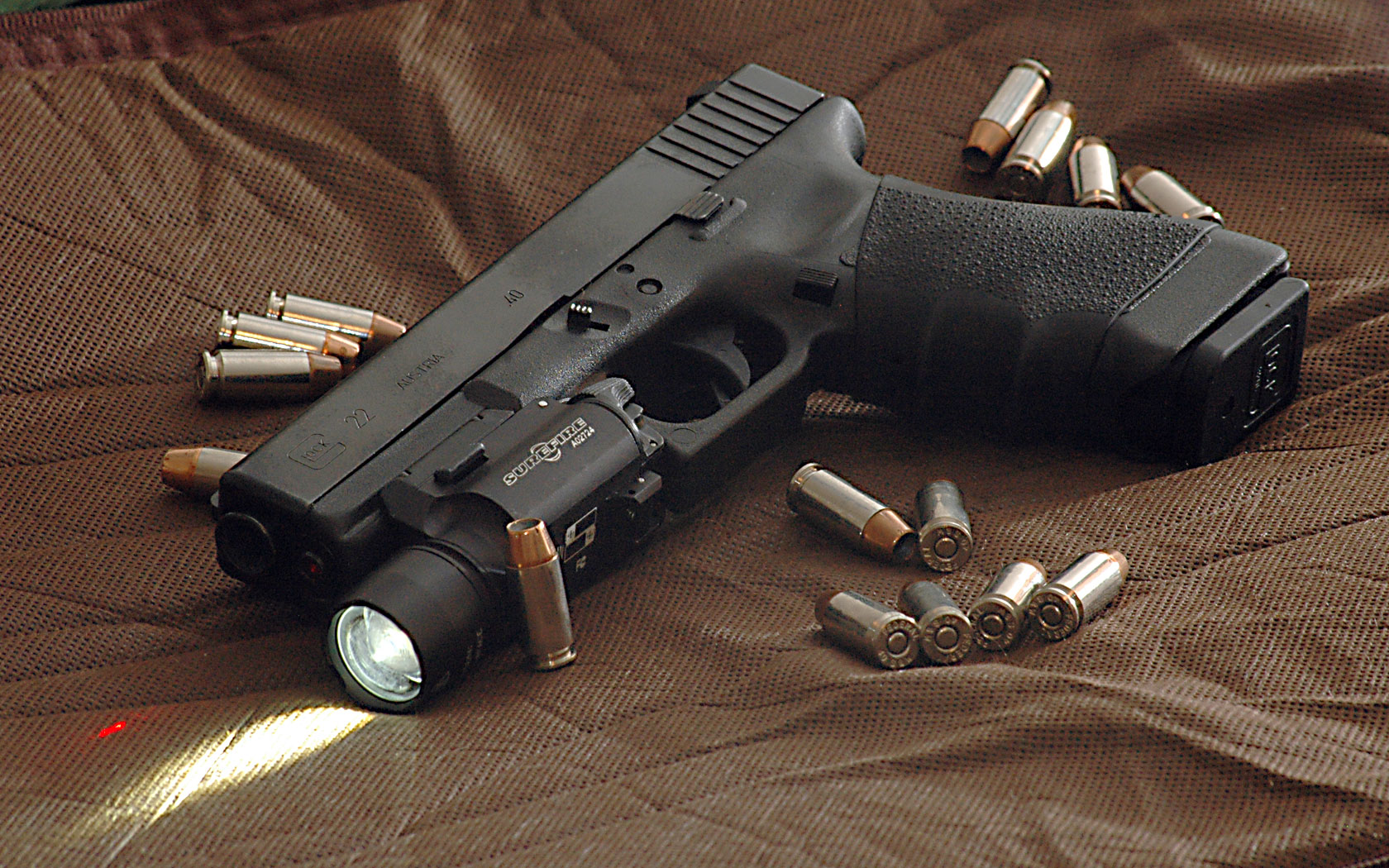
40 S&Wでチャンバー化されたGlock 22半自動ピストル

半自動式拳銃（はんじどうしきけんじゅう、英語: Semi-automatic pistol）は、これまでの弾丸の装填、連射速度の問題を解決した現代型の拳銃。

## 解説
これまではピストルに鉛玉を装填し、発射薬に火打石を当て、発射する仕組みだったが、薬莢をまとめて弾倉に入れ、早い連射速度実現することが出来た。

### 仕組み
銃本体には セーフティーレバー、マガジンリリース、薬室、スライドリリースがある。
- セーフティーレバー - セーフティーレバーは名前の通り、銃自体のロックをかけるレバーのことである。セーフティーをオンにすると、トリガー、スライドリリースの全ての動きが制限される。
- マガジンリリース - マガジンを取り出す時に押すボタン。半自動式拳銃は基本的にグリップ左面の左上に位置している。
- 薬室 - 発射する弾丸を入れておく場所。薬室に弾丸を入れておくとマガジンに入る弾丸の数が1発増える。
- スライドリリース - スライドリリースは銃本体の上部のパーツのことを指す。トリガーと連動してブローバックし、空薬莢の排出、薬室への次の弾丸の装填を同時に行う連射システムのこと。

### その他の追加アタッチメント
- サプレッサー - 拳銃のバレル部分に装着し、消音機能を発揮するパーツ。サプレッサーは、銃の音で耳が悪くなった父のために父の息子が作ったものが始まり。
- レーザーサイト・レーザーライト - レーザーを利用し、銃の命中精度を上げようというもの。基本的にバレル下部に搭載される。